# Metal Gear Solid
Metal Gear Solid (メタルギアソリッド?, Metaru Gia Soriddo) è un videogioco d'azione stealth, pubblicato nel 1998 dalla software house giapponese Konami per la console PlayStation. È stato diretto, prodotto e scritto da Hideo Kojima e prosegue la trama dei videogiochi per MSX 2 Metal Gear e Metal Gear 2: Solid Snake, allo stesso modo ideati da Kojima.
La trama segue le vicende di Solid Snake, un agente segreto che deve infiltrarsi in una remota struttura insulare per lo stoccaggio di armi nucleari, con l'obiettivo di neutralizzare la minaccia terroristica rappresentata da FOXHOUND, un'unità disertrice delle forze speciali americane. Snake deve affrontare i terroristi e impedire loro di lanciare un attacco nucleare con una nuova terrificante arma segreta.
Il giocatore, che impersona Snake, è portato a proseguire nell'avventura evitando di farsi scoprire dalle numerose guardie nemiche, utilizzando diverse tattiche e dispositivi per raggiungere questo obiettivo. L'utilizzo delle armi letali e gli scontri a fuoco sono pertanto scoraggiati poiché porterebbero molto probabilmente la partita al game over.
Lo sviluppo di Metal Gear Solid iniziò nel 1995 e la sua pubblicazione era inizialmente prevista su console 3DO Interactive Multiplayer, ma venne successivamente spostata su PlayStation. Il gioco venne presentato per la prima volta al Tokyo Game Show del 1996 e in seguito all'Electronic Entertainment Expo del 1997. Hideo Kojima prese sotto il proprio controllo quasi ogni aspetto dello sviluppo, donando al gioco un'alta carica autoriale che avrebbe definito anche i suoi giochi successivi.
Metal Gear Solid è stato acclamato dalla critica per la sua modalità di gioco, la trama matura e ricca di colpi scena e la notevole qualità grafica e sonora, divenendo parte dell'immaginario collettivo del suo tempo e della "Generazione PlayStation". Il gioco ha avuto un grande successo commerciale, con oltre 6 milioni di copie vendute in tutto il mondo. È considerato una delle migliori e più importanti opere della storia dei videogiochi e ha contribuito a diffondere e innovare il genere del videogioco stealth, l'utilizzo efficace del taglio cinematografico nei videogiochi e un tipo di narrazione che ha impattato sui titoli che lo hanno succeduto.
Una conversione del gioco per Microsoft Windows è stata pubblicata nel 2000. Nel primo trimestre del 2004 è stato pubblicato un remake intitolato Metal Gear Solid: The Twin Snakes per la piattaforma Nintendo GameCube, in cui un nuovo doppiaggio inglese, miglioramenti grafici e controlli di gioco simili a Metal Gear Solid 2: Sons of Liberty sono le principali peculiarità. Dal settembre 2020 il gioco è disponibile anche su GOG.com.

## Trama

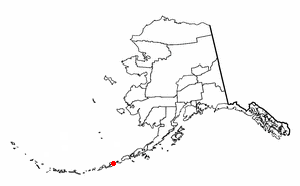
Il puntino rosso indica la posizione delle isole Fox, nel mare di Bering, tra le quali si trova anche l'isola-fortezza di Shadow Moses

Stati Uniti d'America, 2005: sono passati sei anni dalla caduta di Zanzibar Land (Metal Gear 2: Solid Snake) e dieci anni dalla fine di Outer Heaven (Metal Gear).
In America opera ancora la più micidiale squadra di soldati e agenti segreti al mondo, l'unità "FOXHOUND", capitanata da Liquid Snake e composta dal formidabile pistolero ed esperto di torture Revolver Ocelot, il possente soldato-sciamano Vulcan Raven, l'impeccabile cecchino Sniper Wolf, il soldato paranormale Psycho Mantis e il maestro del travestimento Decoy Octopus.
La FOXHOUND ha disertato l'esercito e sequestrato l'isola-fortezza di Shadow Moses, in Alaska, luogo utilizzato dagli Stati Uniti come impianto di smaltimento per rispettare gli accordi START. FOXHOUND minaccia di utilizzare il "Metal Gear REX", un nuovo prodigioso mecha americano dotato di armamento nucleare, contro il governo federale degli Stati Uniti d'America se non riceveranno i resti del leggendario soldato-mercenario Big Boss e 1 miliardo di dollari nel giro di 24 ore. Solid Snake è costretto a rientrare in azione, sotto la guida del colonnello Roy Campbell, per infiltrarsi sull'isola e neutralizzare la minaccia.
Nel corso della missione, Snake è supportato via "Codec" (uno speciale dispositivo ricetrasmittente) da un team di esperti in vari settori, tra cui la genetista Naomi Hunter, l'analista dati Mei Ling, l'esperta d'armi Nastasha Romanenko e Master Miller, maestro in tecniche di sopravvivenza che già aveva assistito in modo analogo Snake durante i disordini di Zanzibar Land.
Snake entra nella struttura utilizzando le canalizzazioni aerauliche e localizza il primo ostaggio, il capo della DARPA, Donald Anderson. Anderson rivela che il Metal Gear REX può essere attivato tramite due codici di sicurezza, e che i terroristi hanno già quello in suo possesso. L'altro codice è noto solo al presidente della ArmsTech, Kenneth Baker. Tuttavia, poco prima di concludere le proprie rivelazioni, Anderson muore per un attacco di cuore.
La nipote del colonnello Campbell, Meryl Silverburgh, tenuta in ostaggio nella cella adiacente a quella di Anderson, aiuta Snake a fuggire. Snake individua l'altro ostaggio, Kenneth Baker, ma deve confrontarsi con il pistolero Revolver Ocelot. Il loro scontro a fuoco è interrotto da un misterioso ninja cyborg che taglia la mano destra di Ocelot, mettendolo in fuga. Baker informa Snake sul "Progetto Metal Gear" e gli svela che ha ceduto alle torture di Ocelot, divulgando il proprio codice. Consiglia a Snake di contattare Meryl, a cui ha dato una speciale scheda nulla osta sicurezza, definita "PAL", che può neutralizzare il REX in caso fosse stato attivato tramite i codici. Anche Baker, nel mezzo delle proprie rivelazioni, muore stranamente per un improvviso attacco di cuore.
Snake contatta Meryl via Codec, che accetta di incontrarlo a condizione che Snake parli con il progettista del Metal Gear, il dottor Otacon. Lungo il percorso, Snake riceve una trasmissione anonima al Codec che lo avvisa di un'imboscata tesa da un carro armato all'esterno, pilotato da Vulcan Raven. Snake respinge l'attacco di Raven e procede all'appuntamento, dove individua Otacon. Il ninja riappare e Snake si rende conto che è una sua vecchia conoscenza: il soldato-mercenario Gray Fox, ritenuto morto dopo gli eventi di Zanzibar Land. Otacon si impegna ad aiutare Snake a distanza tramite il Codec.
Snake incontra Meryl e riceve la scheda PAL. Mentre si dirigono più in basso nella base, la mente di Meryl viene posseduta da Psycho Mantis, che dotato di abilità paranormali la costringe a sparare contro Snake. Snake riesce a disarmarla e sconfigge Mantis. Dopo aver raggiunto un lungo passaggio sotterraneo, il cecchino Sniper Wolf tende a Snake un agguato: lo cattura, mentre Meryl resta ferita. Liquid conferma il sospetto di Snake, riguardo al loro essere fratelli gemelli. Dopo essere stato torturato da Ocelot, Snake è sorpreso nello scoprire il corpo in decomposizione di Anderson nella sua stessa cella, stranamente morto da qualche giorno. Riesce a fuggire, si fa strada sulla torre di trasmissione della base e respinge un attacco di Liquid che pilota un elicottero Mil Mi-24. Mentre si muove su un grande campo innevato, affronta nuovamente Sniper Wolf e la uccide.
Snake continua verso l'hangar del REX e subisce un'imboscata di Raven. Dopo che Snake lo sconfigge, Raven gli rivela che l'Anderson da lui incontrato era, in realtà, il maestro del travestimento Decoy Octopus. Infiltrandosi nell'hangar del Metal Gear, Snake ascolta Liquid e Ocelot mentre preparano la sequenza di lancio del REX e usa la scheda PAL, ma ciò attiva inaspettatamente il REX.
A quel punto Liquid pone fine alla farsa che ha mandato avanti fin dall'inizio: ha finto di essere Master Miller, così da poter osservare i progressi di Snake e anticiparne le mosse, fino a pilotarlo. Il REX infatti non era mai stato attivato e pertanto Liquid ha usato Snake per avviarlo, facendo volutamente trapelare false informazioni, dato che non era riuscito a recuperare il codice da Anderson – quello vero era appunto morto da qualche giorno, torturato da Ocelot, quello incontrato da Snake era invece Decoy Octopus travestito, che pertanto lo aveva ingannato facendogli credere che FOXHOUND avesse ottenuto il codice del capo della DARPA. Utilizzando la scheda PAL, quindi, Snake ha in realtà attivato il REX. Liquid rivela inoltre che lui e Snake sono il prodotto del progetto "Les Enfants Terribles", un programma governativo degli anni 1970 che aveva lo scopo di clonare il defunto Big Boss. Rivela a Snake anche la vera ragione della sua missione a Shadow Moses: fare inconsapevolmente da vettore per un virus artificiale, nome in codice "FOXDIE", programmato in modo specifico per uccidere tramite arresto cardiaco i membri di FOXHOUND con cui entra in contatto, permettendo al governo di recuperare il REX senza lasciare testimoni scomodi. Per lo stesso motivo, il FOXDIE era stato progettato anche per uccidere Kenneth Baker.
Liquid si mette a comando del REX, cercando di uccidere Snake. Appare Gray Fox che distrugge il radome del REX, esponendo la cabina di pilotaggio, ma resta ucciso. Snake disabilita il REX e sconfigge Liquid, quindi fugge con Meryl attraverso un sottopasso che porta in superficie, inseguito però da Liquid a bordo di una jeep Willys. Dopo che i loro veicoli si schiantano, Liquid si accinge a far fuoco su Snake, ma muore per colpa del FOXDIE. Il colonnello Campbell annulla un attacco nucleare atto a distruggere le prove dell'operazione e fa in modo che Snake risulti morto in combattimento, cosicché il governo degli Stati Uniti smetta di cercarlo. Naomi Hunter, la scienziata che ha iniettato a Snake il virus FOXDIE, gli rivela che il virus ha possibilità di ucciderlo, ma che non è possibile stabilire quando questo accadrà.
Dopo i titoli di coda, Ocelot chiama il presidente degli Stati Uniti d'America: il pistolero era in realtà un doppio agente segreto al servizio di quest'ultimo, la cui missione era rubare il disco di Baker con le specifiche del Metal Gear REX.

## Modalità di gioco

Schermata di gioco in tempo reale: Solid Snake si nasconde dietro un riparo, mentre una guardia si avvicina. L'HUD mostra a destra in alto il radar Soliton, e in basso l'arma equipaggiata. A sinistra in basso è selezionato un oggetto da usare. Lo spostamento della telecamera è progettato in modo da favorire un efficace angolo di visuale al giocatore.

In Metal Gear Solid il giocatore impersona il protagonista Solid Snake e lo muove attraverso le aree del gioco, con l'obiettivo di non essere rilevato dai nemici. Snake viene rilevato se il giocatore si muove nel campo visivo di un nemico, facendo così scattare un allarme generale che attira tutte le guardie armate verso la posizione di Snake. Questa situazione è nota come "Alert Mode" ("Modalità Allerta") e il giocatore deve quindi fuggire e nascondersi, facendo perdere le proprie tracce, passando dunque alla "Evasion Mode" ("Modalità Evasione") dove le guardie proveranno a stanarlo. Entrambe le modalità si concludono tramite un conto alla rovescia che raggiunge lo zero e che fa tornare il gioco nella "Infiltration Mode" ("Modalità Infiltrazione") dove i nemici sono ignari della presenza di Snake.

Rappresentazione del radar Soliton: il cono blu è il campo visivo delle guardie nemiche, quello verde è il campo visivo del giocatore con visuale in prima persona

Per non essere scoperto, il giocatore può avvalersi di svariate tecniche basate sia sulle semplici abilità di Solid Snake sia sullo sfruttare l'ambiente circostante, come strisciare sotto gli oggetti, usare scatole di cartone per nascondersi, strusciare poggiato contro le pareti e fare rumore per distrarre i nemici. Il radar a schermo, chiamato "Soliton", mostra al giocatore la posizione dei nemici vicini e il loro campo visivo, ma non può essere utilizzato in "modalità allerta" e "modalità evasione". Snake può anche utilizzare oggetti per aumentare la propria situational awareness, come occhiali a radiazione infrarossa. L'enfasi sulla furtività promuove per principio una formula di gioco poco violenta, poiché ingaggiare nemici in soprannumero causerà spesso gravi danni a Snake, che perderà punti ferita, e nei casi più drastici condurrà al game over. Tuttavia, sebbene l'obiettivo sia l'evitare di farsi scoprire, sono presenti delle sequenze che comportano schermaglie tra il giocatore e le guardie nemiche, per motivi legati alla trama.
La visuale di gioco non può essere mossa liberamente: segue Snake in terza persona, principalmente dall'alto o da angolazioni predefinite. Tuttavia, l'angolazione della visuale di gioco cambia in determinate situazioni, favorendo, ad esempio, una visuale angolare quando Snake si muove poggiando la schiena contro un muro, vicino al bordo in spazio aperto o in prima persona quando striscia in spazi ristretti o quando utilizza determinati oggetti come il binocolo o il fucile di precisione. Il giocatore può anche usare la vista in prima persona per guardarsi intorno e vedere cosa c'è davanti a Snake, tuttavia in questo stato non può spostarsi, ma solo muovere la testa e ruotare il corpo.
L'HUD mostra a destra in alto il radar Soliton, e in basso l'arma equipaggiata. A sinistra in basso è selezionato un oggetto da usare.
Il progresso nella trama è accompagnato da filmati e dialoghi alla radio (detta "Codec"). Il team di supporto alla radio può anche fornire consigli utili al giocatore, per aiutarlo nell'avanzare dell'avventura. Nel gioco sono presenti delle battaglie contro dei boss: per progredire, è necessario scoprire il punto debole di ciascun boss e sconfiggerlo.
Oltre all'avventura principale, c'è anche una modalità bonus di allenamento in realtà virtuale (nota come "VR Training") in cui il giocatore può testare le proprie abilità in una serie di sfide.

## Personaggi
Solid Snake
Il personaggio controllato dal giocatore, è un agente segreto e soldato speciale, esperto in operazioni di infiltrazione. Faceva parte dell'unità FOXHOUND. Le sue capacità gli permettono di operare in qualunque circostanza e in qualsiasi luogo.
Roy Campbell
Ex-comandante dell'unità FOXHOUND. Sebbene in pensione, è stato richiamato in azione per dirigere Solid Snake nella sua missione a Shadow Moses.
Meryl Silverburgh
Nipote del colonnello Campbell, si trovava a Shadow Moses durante la diserzione dell'unità FOXHOUND. Non possiede alcuna esperienza in battaglia, nonostante abbia ottenuto alti risultati in addestramento.
Master Miller
Esperto di sopravvivenza ed ex-istruttore dell'unità FOXHOUND, si è occupato in particolare dell'addestramento di Solid Snake.
Liquid Snake
Il formidabile soldato con nome e caratteristiche somatiche simili a Solid Snake. In quanto capo dell'unità FOXHOUND, è la principale mente dietro l'insurrezione a Shadow Moses.

## Colonna sonora
La colonna sonora di Metal Gear Solid è stata composta dai musicisti interni di Konami, tra cui Kazuki Muraoka, Hiroyuki Togo, Takanari Ishiyama, Lee Jeon Myung e Maki Kirioka. La compositrice e arrangiatrice Rika Muranaka compose la canzone The Best is Yet To Come, per la sequenza dei titoli di coda del gioco. La canzone fu cantata in lingua irlandese dalla cantante irlandese Aoife Ní Fhearraigh. Il tema principale è stato composto da Tappi Iwase del "Konami Kukeiha Club".
La musica di gioco ha generalmente un suono sintetico ed elettronico con ritmo aumentato e introduzione di archi durante i momenti di tensione, in uno stile loop tipico dei videogiochi. La parte musicale più cinematografica si differenzia con elementi orchestrali e corali più forti, durante i filmati di gioco. Il 23 settembre 1998 venne pubblicato, sotto l'etichetta King Record, l'album contenente la colonna sonora ufficiale del gioco: Metal Gear Solid Original Game Soundtrack.

## Sviluppo

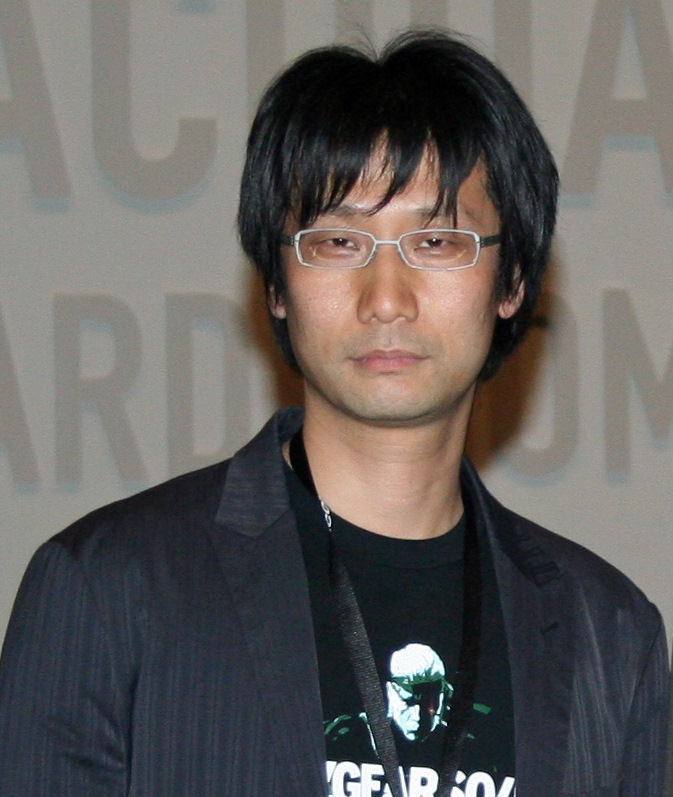
Il ruolo di Hideo Kojima nello sviluppo del gioco è stato determinante, permettendogli di influire su ogni aspetto dell'opera, lasciando una forte impronta autoriale

Hideo Kojima iniziò a concettualizzare il terzo gioco della serie Metal Gear nel 1994, pensando di pubblicarlo per la console 3DO Interactive Multiplayer di The 3DO Company. I concept art dei personaggi Solid Snake, della squadra FOXHOUND e di Meryl Silverburgh, realizzati da Yoji Shinkawa, vennero infatti inclusi in Policenauts: Pilot Disk, pubblicato prima dell'uscita della versione completa del gioco, Policenauts, per 3DO nel 1995. Dopo che il 3DO venne mandato in dismissione, lo sviluppo passò su PlayStation di Sony.
Kojima decise che il gioco si sarebbe intitolato "Metal Gear Solid", piuttosto che "Metal Gear 3", a causa del fatto che le versioni MSX 2 dei precedenti giochi di Metal Gear non erano ampiamente diffuse in tutto il mondo, in particolare Metal Gear 2: Solid Snake, che non fu mai pubblicato al di fuori del Giappone, senza subire conversioni di sorta su qualsiasi altra piattaforma dell'epoca (un sequel apocrifo non correlato al primo Metal Gear, intitolato Snake's Revenge, venne invece pubblicato al di fuori del Giappone per il Nintendo Entertainment System, ma fu sviluppato senza il coinvolgimento di Kojima). Kojima ha dichiarato che il termine "Solid" nel titolo del gioco non aveva a che vedere solo con il nome del protagonista Solid Snake, ma indica anche il passaggio dalla bidimensionalità grafica dei capitoli precedenti alla tridimensionalità di quest'ultimo, ossia da una grafica piana ad una grafica per l'appunto solida.

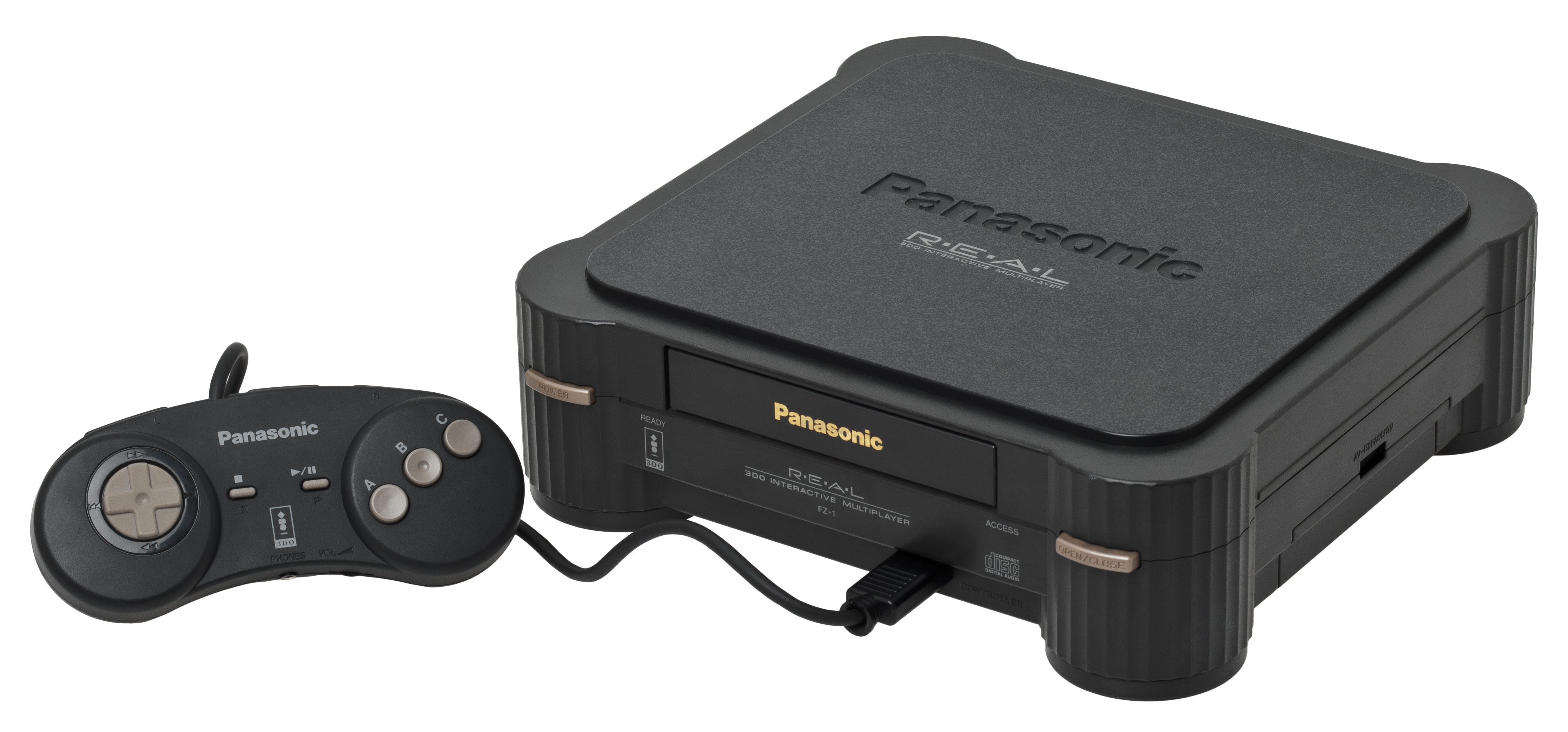
La pubblicazione di Metal Gear Solid era prevista inizialmente su 3DO Interactive Multiplayer ma poi, con la dipartita della console, lo sviluppo venne spostato su PlayStation

Lo sviluppo effettivo di Metal Gear Solid iniziò a metà del 1995, con alle spalle un team iniziale di dieci sviluppatori, che sarebbe poi cresciuto fino a trenta; solo cinque di questi avevano esperienza nello sviluppo di videogiochi, e affiancarono Kojima già nella creazione di Snatcher e Policenauts. L'intenzione era niente meno quella di creare «il miglior videogioco per PlayStation di sempre». Kojima mirò a rendere il gioco attuale e realistico, senza sacrificarne la giocabilità e la mera ricerca di divertimento. Nelle prime fasi di sviluppo, il team SWAT di Huntington Beach istruì gli sviluppatori di Konami con una dimostrazione di veicoli, armi ed esplosivi. L'esperto di armi, Motosada Mori, venne scelto come consulente tecnico nella ricerca sul campo, che includeva visite a Fort Irwin e sessioni di tiro all'associazione di forniture belliche per film, "Stembridge Gun Rentals". Kojima era dell'idea che se il giocatore non fosse stato convinto che il mondo di gioco fosse il più reale possibile, allora il senso stesso del gioco sarebbe venuto meno. Per raggiungere questo scopo, ogni oggetto reale venne riprodotto nel minimo dettaglio, come le scrivanie presenti negli uffici.
I disegni dei personaggi e dei mecha sono stati realizzati dal direttore artistico Yoji Shinkawa, sulla base delle idee di Kojima. Secondo Shinkawa, il fisico di Solid Snake sarebbe stato basato su Jean-Claude Van Damme, mentre il suo volto sarebbe stato ispirato a Christopher Walken. I personaggi furono completati e digitalizzati da artisti poligonali usando i disegni a pennello e i modelli in argilla realizzati da Shinkawa. Kojima avrebbe voluto una maggiore interazione con gli oggetti e lo scenario di gioco, come consentire al giocatore di nascondere i corpi in armadietti. Inoltre, avrebbe voluto «come se una vera orchestra seguisse il giocatore»; un sistema dinamico che avrebbe apportato modifiche al tempo musicale della stessa traccia in quel momento in riproduzione, invece di passare ad un'altra traccia già registrata, a seconda delle situazioni di gioco. Sebbene queste funzionalità non poterono essere aggiunte, poiché troppo avanzate per l'epoca, vennero successivamente implementate in Metal Gear Solid 2: Sons of Liberty.
Il gioco venne presentato per la prima volta al Tokyo Game Show del 1996, con una demo della modalità di gioco, e in seguito all'Electronic Entertainment Expo del 1997, con un video trailer. Quest'ultima versione beta del gioco presentava diverse differenze, tra cui una telecamera più controllabile e i coni della visuale di colore differente.
La prima versione giocabile per il pubblico venne introdotta al Tokyo Game Show del 1998, per poi essere pubblicato lo stesso anno in Giappone. Il gioco avrebbe dovuto essere pubblicato nell'aprile 1998, ma slittò a settembre a causa di problemi tecnici nell'ottimizzazione del mesh poligonale, Il gioco fu supportato da un'imponente campagna pubblicitaria, con pubblicità televisiva e sulle riviste. I demo e le copie di prova per i negozi contribuirono a far aumentare le spese di marketing fino a 8 milioni di dollari. Nel 1998 erano state distribuite circa 12 milioni di demo del gioco.

### Doppiaggio e adattamento
La direttrice del doppiaggio americano fu Kris Zimmerman, mentre il responsabile della localizzazione europea fu Harry Inaba, dipendente di Konami nel periodo 1993–2000. Jeremy Blaustein, che in precedenza aveva lavorato all'adattamento di Snatcher per Sega Mega CD, scrisse la versione inglese della sceneggiatura. Un cambiamento nella sceneggiatura inglese fu l'inserimento di citazioni di autori occidentali per le frasi di incoraggiamento di Mei Ling; originariamente il personaggio citava solo proverbi cinesi in lingua cinese, spiegandoli poi in giapponese.
Olivier Deslandes, che prestò la voce a Gray Fox nella versione francese, fu il coordinatore europeo del doppiaggio, oltre che organizzatore nella traduzione, casting, regia e registrazione in francese, tedesco, italiano e in parte spagnolo.
Metal Gear Solid fu l'unico titolo della serie ad essere stato doppiato interamente in italiano. Emanuele Scichilone, collaboratore di Synthesis International, di cui è stato responsabile per la localizzazione (traduzione e doppiaggio principalmente) di titoli come BioShock, Fahrenheit e Mass Effect, seguì la traduzione di Metal Gear Solid, ma non poté gestirne il doppiaggio, che fu fatto in Inghilterra ai famosi studi di Abbey Road Studios, per volere di Konami, rimanendone deluso:
Secondo un'intervista rilasciata dal doppiatore di Solid Snake in lingua italiana, Alessandro Ricci, doppiare quel tipo di voce non fu facile:

## Accoglienza
| Testata                             | Giudizio |
| ----------------------------------- | -------- |
| GameRankings (media al 2019)        | 93,94%   |
| Metacritic (media al 2019)          | 94/100   |
| AllGame                             | 5/5      |
| Computer and Video Games            | 9/10     |
| Consolemania                        | 94%      |
| Edge                                | 9/10     |
| Electronic Gaming Monthly           | 40/40    |
| Famitsū                             | 37/40    |
| GameSpot                            | 8,5/10   |
| GamePro                             | 5/5      |
| Gamesurf                            | 8,5/10   |
| Game Revolution                     | A-       |
| IGN                                 | 9,8/10   |
| PlayStation Official Magazine (GBR) | 10/10    |
| PlayStation Official Magazine (USA) | 10/10    |
| Spaziogames.it                      | 9,5/10   |

Metal Gear Solid venne acclamato dalla critica, ottenendo un punteggio di 94/100 su Metacritic e 93,94% su GameRankings. Ogni aspetto dell'opera venne lodato: la sua modalità di gioco, la trama matura e ricca di colpi scena e la notevole qualità grafica e sonora.
PlayStation Official Magazine britannica definì Metal Gear Solid come «il miglior gioco mai realizzato. Inattaccabile e indimenticabile». Secondo IGN, Metal Gear Solid «è stato il gioco più vicino alla perfezione di qualsiasi altro titolo d'azione su PlayStation» definendolo «straordinario, coinvolgente e innovativo in ogni aspetto possibile». Computer and Video Games definì il giocare a Metal Gear Solid come «giocare a un colossal d'azione ad alto budget, solo migliore».
GamePro lo definì «l'offerta videoludica migliore della sua stagione; un gioco che ogni giocatore che si rispetti avrebbe dovuto giocare», sebbene criticò la stabilità della frequenza dei fotogrammi in alcuni frangenti che «influiva negativamente sulla grande qualità grafica». Di opinione simile fu anche AllGame, affermando: «L'ammontare di qualità pompata in questo videogioco è semplicemente sorprendente. [...] È davvero un'esperienza di gioco classica a cui nessun tipo di giocatore dovrebbe rinunciare». Game Revolution apprezzò molto la modalità di gioco, la qualità grafica e sonora e la grande immersione che il gioco riusciva a donare, sebbene ne criticò la longevità, definendolo troppo corto, e i filmati, giudicati essere troppi. GameSpot criticò la percepita facilità con cui il giocatore poteva eludere le guardie nemiche, così come anche la durata del gioco, abbastanza breve, definendolo «più un'opera d'arte che un vero e proprio videogioco».
Anche la critica italiana si espresse molto positivamente sul gioco. Gamesurf definì Metal Gear Solid «un bel gioco», con «una colonna sonora semplicemente da brivido» e «una direzione semplicemente geniale». Spaziogames.it affermò: «Metal Gear Solid si distingue dal resto dei giochi PlayStation grazie ad un’atmosfera incredibilmente avvincente. [...] La realizzazione tecnica sfrutta al massimo l’hardware della console e il gioco si rivela assolutamente divertente». La rivista Play Generation elogiò Metal Gear Solid reputandolo «Una superba avventura con quintali di azione e fasi stealth. È uno dei migliori titoli per PSone». In una recensione priva di valutazione sulla stessa testata, un recensore scrisse un articolo riguardante la versione pubblicata per PlayStation Network trovando che fosse un titolo che si poteva godere per la "sessantesima volta" come se fosse la prima, e ne valeva la pena. In un'altra occasione, sempre Play Generation scrisse un reportage sulla storia di PlayStation, e affermò che Metal Gear Solid era «Uno dei migliori videogiochi non solo per PlayStation, ma addirittura della storia, pieno di momenti indimenticabili. A dir poco un'avventura indimenticabile».

### Vendite
Il gioco ebbe un grande successo commerciale, vendendo oltre sei milioni di copie in tutto il mondo. Divenne uno dei videogiochi più noleggiati e si piazzò primo nelle classifiche di vendita nel Regno Unito. Vendette circa 1 milione di unità in Giappone e circa 5 milioni di unità distribuite tra Stati Uniti ed Europa. Secondo Famitsū le copie vendute in Giappone sarebbero, invece, esattamente 705 376, con 316 833 piazzate solo nella prima settimana di pubblicazione. "PC Data", associazione di ricerca di mercato, monitorò le vendite negli Stati Uniti, dove Metal Gear Solid vendette 1,06 milioni di copie e produsse guadagni per 51,8 milioni di dollari solo nel 1998. Questo lo rese il quinto videogioco PlayStation più venduto nel paese, quell'anno.
Nonostante il suo grande successo anche nelle vendite, Kojima, durante un'intervista con Geoff Keighley nel 2014, rivelò che le aspettative di vendita per Metal Gear Solid erano basse e dichiarò: «Né io, né nessun altro, ci aspettavamo che Metal Gear Solid vendesse bene, fin dall'inizio. [...] Non pensai affatto a come far vendere bene il gioco, perché non mi aspettavo che vendesse fin dal principio».

### Premi
Metal Gear Solid ha ricevuto svariati premi. Durante il secondo Japan Media Arts Festival del 1998 il gioco ricevette il premio "Eccellenza per l'arte interattiva"; lo stesso anno, alla terza edizione dei CESA Awards, vinse un premio analogo. Il gioco vinse i premi "Gioco PlayStation dell'anno", "Gioco d'avventura dell'anno", "Miglior sonoro" e "Miglior grafica" da parte della redazione di Electronic Gaming Monthly. Sulla stessa pubblicazione vinse i premi "Gioco PlayStation dell'anno", "Gioco d'avventura dell'anno" e "Miglior sonoro" da parte dei lettori. PlayStation Official Magazine premiò Metal Gear Solid come "Miglior videogioco del 1998", "Miglior gioco d'avventura" e "Miglior sonoro".
Il Guinness dei primati premiò Metal Gear Solid con un certificato per «l'utilizzo più innovativo di un controller per videogiochi» per la lotta contro il boss Psycho Mantis. La seconda edizione (1998) dell'Academy of Interactive Arts & Sciences nominò Metal Gear Solid per il premio "Risultati eccezionali nello sviluppo di personaggi o della storia", che però fu vinto da Pokémon Rosso e Blu, e "Risultati eccezionali nella progettazione interattiva", che fu vinto da The Legend of Zelda: Ocarina of Time. Vinse, comunque, il premio "Risultati eccezionali nell'ingegneria software".

## Eredità videoludica

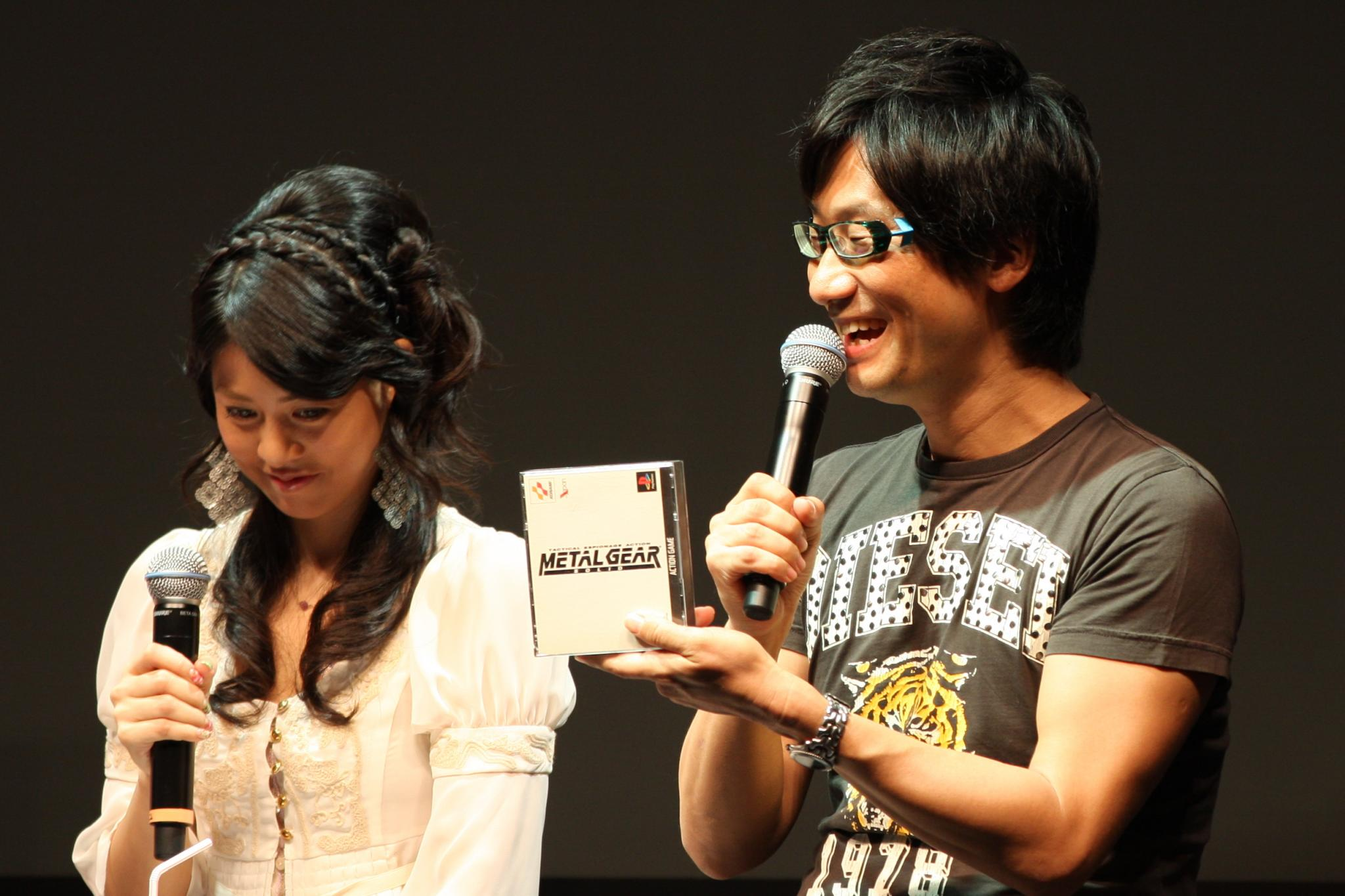
Hideo Kojima (con la modella Yumi Kikuchi) al Tokyo Game Show 2011, tiene in mano una custodia originale di Metal Gear Solid

Metal Gear Solid contribuì a diffondere il genere del videogioco stealth. L'idea che il giocatore sia disarmato e che debba evitare di essere visto dai nemici, piuttosto che combatterli, venne reiterata in molti altri giochi pubblicati successivamente. A volte è stato anche acclamato come un film tanto quanto un videogioco grazie ai lunghi filmati e alla trama matura e complessa. IGN lo definì «il fondatore del genere stealth».
Il gioco è spesso considerato uno dei migliori videogiochi di tutti i tempi ed è stato inserito nelle liste "Top" di videogiochi da molte pubblicazioni, tra cui Computer and Video Games nel 2000, da Electronic Gaming Monthly e Game Informer nel 2001, da Retro Gamer nel 2004, da GameFAQs e GamePro nel 2005, e da Famitsū.
Il 22 gennaio 2002, in prossimità della fine della quinta generazione di videogiochi (1993–2006), IGN piazzò Metal Gear Solid al primo posto nella lista dei "25 migliori videogiochi PlayStation di tutti i tempi", scavalcando colossi come Final Fantasy VII, Tekken 3, Resident Evil 2, Silent Hill, Gran Turismo 2 e Castlevania: Symphony of the Night. Assegnò al gioco anche i premi "Miglior finale" e "Miglior cattivo". Nel 2005, la stessa pubblicazione lo piazzò al 19º posto nella lista dei "100 migliori videogiochi", affermarono di come si trattasse di «un gioco che sembrava davvero un film». Votato dai lettori di IGN nel 2006, per una lista analoga, Metal Gear Solid raggiunse invece la 9ª posizione.
Nel 2010, PC Magazine lo classificò al 7º posto nella lista dei "Videogiochi più influenti di tutti i tempi", citando la sua influenza su videogiochi stealth come Assassin's Creed e Splinter Cell. Nel 2012, Time lo nominò tra i "100 migliori videogiochi di tutti i tempi" e G4tv lo classificò come il 45° miglior videogioco di tutti i tempi.
Secondo 1UP.com, lo stile cinematografico di Metal Gear Solid ha continuato a influenzare i moderni giochi d'azione come, ad esempio, Call of Duty. Metal Gear Solid, insieme al suo sequel, Metal Gear Solid 2: Sons of Liberty, venne presentato nella mostra "The Art of Video Games" dello Smithsonian American Art Museum nel 2012. Nel mese di agosto 2015, Eurogamer rianalizzò l'impatto tecnico e complessivo del gioco, affermando di come Metal Gear Solid fu nientemeno che «il primo videogioco moderno». Nel settembre 2015, Metal Gear Solid venne votato come "miglior gioco PlayStation di tutti i tempi" dagli utenti di PlayStation Blog.

## Pubblicazione e altre versioni
Metal Gear Solid fu pubblicato in un'edizione standard, e in un'edizione limitata, denominata Premium Package, venduta in una grande scatola che conteneva anche una t-shirt, un paio di piastrine identificative a tema FOXHOUND, adesivi per memory card, un CD audio con colonne sonore dei giochi Metal Gear per MSX 2 (inclusi alcuni brani bonus arrangiati) e un opuscolo di 40 pagine, chiamato Metal Gear Solid Classified, con note di produzione, interviste con gli sviluppatori e un glossario terminologico del gioco. Venne prodotta una seconda versione del Premium Package, distribuita invece sul territorio europeo: la Limited Edition Premium Package. Differisce dalla versione giapponese in quanto conteneva anche un poster raffigurante Gray Fox, e una t-shirt nera con un disegno diverso. Il CD della colonna sonora era contenuto in una custodia diversa da quella giapponese. Una terza versione, estremamente rara, la Stockholder Commemoration Edition Gold Premium Package, venne distribuita in tiratura limitata esclusivamente in Giappone ai soli azionisti di Konami.
La versione giapponese di Metal Gear Solid per PlayStation venne ristampata due volte: una volta nella serie The Best e successivamente in PS one Books. Allo stesso modo, le versioni americana ed europea del gioco vennero ristampate rispettivamente nelle serie Greatest Hits e Platinum. Il gioco fu incluso nel set giapponese Metal Gear 20th Anniversary e nel set Essential Collection nordamericano.
Dal 18 giugno 2009 è possibile scaricare Metal Gear Solid per PlayStation 3, PlayStation Portable e PlayStation Vita tramite PlayStation Network. In Europa la pubblicazione sul PlayStation Store è avvenuta il 19 novembre dello stesso anno. Metal Gear Solid è uno dei venti giochi riproposti nella PlayStation Classic, messa in commercio nel 2018. Il gioco è stato incluso in entrambi i modelli orientale e occidentale nelle rispettive lingue giapponese e inglese.
Il gioco è incluso nella raccolta Metal Gear Solid: Master Collection Vol. 1, uscita nel 2023 per PlayStation 5, Xbox Series X, Nintendo Switch e Microsoft Windows.

### Integral
Pubblicata il 24 giugno 1999 per PlayStation, in Giappone, Metal Gear Solid: Integral è un'edizione ampliata del gioco che include i contenuti aggiuntivi delle versioni americana ed europea.
Tra questi contenuti vi è una tuta d'infiltrazione per Meryl, da usare come abito alternativo, un'impostazione della difficoltà a "Molto facile" in cui il giocatore inizia la missione armato di un mitra Heckler & Koch MP5 dotato di silenziatore con munizioni infinite, mentre la sezione della tortura di Revolver Ocelot è stata resa più facile a tutti i livelli di difficoltà. Venne aggiunta un'opzione selezionabile che permette l'attivazione di ronde alternative eseguite dalle guardie nemiche, e una modalità di gioco alternativa, disponibile solamente a difficoltà "Normale", in cui è possibile muovere Snake con una visuale in prima persona. Inoltre, un'ottava frequenza del "Codec" consente di ascoltare i commenti dal team di sviluppo riguardo alla progettazione di ogni area del gioco e delle battaglie contro i boss.
La modalità "VR Training" dell'originale Metal Gear Solid venne ampliata fino a 300 livelli, memorizzati su un terzo disco separato noto come "VR Disc". Questo nuovo set di missioni è suddiviso in quattro categorie principali: Infiltrazione, Armamento, Avanzate e Speciali. In un particolare set di missioni, il giocatore può controllare il ninja cyborg, Gray Fox. Completare tutti e 300 i livelli avrebbe sbloccato dei concept art del "Metal Gear RAY", un mecha che sarebbe apparso poi in Metal Gear Solid 2: Sons of Liberty. Oltre a questo, avrebbe reso disponibile anche la modalità "Photoshoot", che permette al giocatore di scattare fotografie di modelli poligonali di Mei Ling e Naomi Hunter.
Il "VR Disc" di Integral venne pubblicato come stand-alone durante lo stesso anno, col nome di Metal Gear Solid: VR Missions, in America del Nord il 23 settembre, e come Metal Gear Solid: Special Missions in Europa, il 29 ottobre.

### Versione Microsoft Windows
La versione per Microsoft Windows di Metal Gear Solid venne pubblicata in America del Nord, Europa e Giappone alla fine del 2000. Questa versione fu pubblicata da Microsoft Game Studios e sviluppata da Digital Dialect. Benché venne etichettata "Metal Gear Solid" sulla confezione, il gioco vero e proprio utilizzò il logo di Metal Gear Solid: Integral, anche se presentò alcune differenze rispetto alla versione di "Integral" per PlayStation e mancò di alcuni dei suoi contenuti.
La modifica più significativa fu la riduzione del numero di dischi da tre a due, resa possibile grazie all'utilizzo di due file eseguibili separati, uno per il gioco principale (mgsi.exe) e l'altro per la modalità "VR Training" (mgsvr.exe), eliminando così la necessità di un terzo disco stand-alone. Questa versione offrì il supporto al Direct3D e a una risoluzione massima di 1024x768 pixel. Inoltre permise ai giocatori di salvare i propri progressi senza contattare Mei Ling, mediante l'uso di salvataggi rapidi. Nel "VR Training" tutte e 300 le missioni della versione "Integral", così come la modalità "Photoshoot", furono rese disponibili già dall'inizio.
Giochi per il mio computer recensì questa versione del gioco, affermando: «[Metal Gear Solid è] costantemente emozionante e ricco di spunti di riflessione, ma l'origine su console fa sentire il suo peso negativo».

### The Twin Snakes
Un remake, Metal Gear Solid: The Twin Snakes, venne sviluppato da Silicon Knights sotto la supervisione di Kojima Productions e pubblicato per GameCube in America del Nord, Giappone ed Europa nel marzo 2004. Sebbene Twin Snakes sia stato sviluppato principalmente da Silicon Knights, i suoi filmati vennero creati internamente a Konami e diretti dal regista giapponese Ryūhei Kitamura, riflettendo il suo stile tipicamente dinamico, con bullet time e scene d'azione altamente coreografiche. Nonostante la trama e l'ambientazione del gioco rimasero invariate (anche se alcune righe di dialogo furono riscritte in modo più simile alla versione originale in giapponese), vennero aggiunte una varietà di funzionalità di gioco presenti in Metal Gear Solid 2: Sons of Liberty, come la mira in prima persona e la capacità di appendersi ai bordi delle superfici. Un altro cambiamento riguardante il doppiaggio in inglese è stata la riduzione degli accenti di Mei Ling, Naomi e Nastasha. Anche la qualità grafica venne aggiornata in modo da non sfigurare con quella di Metal Gear Solid 2.

## Altri media
Un radiodramma in lingua giapponese di Metal Gear Solid, composto da 12 episodi, diretto da Shuyo Murata e scritto da Motosada Mori, venne prodotto poco dopo la pubblicazione del gioco originale per PlayStation e trasmesso nel periodo 1998–1999. Questo radiodramma fu successivamente pubblicato su CD in due volumi, col nome di "Drama CD Metal Gear Solid". Ambientato dopo gli eventi del gioco originale, Snake, Meryl, Campbell e Mei Ling continuano le loro azioni militari in pericolose nazioni del terzo mondo, operando come FOXHOUND.
Nel settembre 2004, IDW Publishing iniziò a pubblicare una serie di fumetti basato sul gioco, scritti da Kris Oprisko e illustrati da Ashley Wood. Al 2006, erano stati pubblicati 12 numeri, che coprivano interamente la trama di Metal Gear Solid. Il fumetto venne adattato in un gioco per PlayStation Portable, Metal Gear Solid: Digital Graphic Novel, che fu pubblicato in America del Nord il 13 giugno 2006, in Giappone il 21 settembre e in Europa il 22 settembre.
Di Metal Gear Solid è stato pubblicato anche un romanzo, nel 2008, dal titolo omonimo, scritto da Raymond Benson.

### Film
Nel 2006 Hideo Kojima confermò l'adattamento in film di Metal Gear Solid e dichiarò che il film sarebbe stato girato in Alaska per meglio avvicinarsi all'ambientazione del videogioco. Dopo varie fasi di stallo, il progetto venne però messo da parte ufficialmente il 12 gennaio 2010.
Il 30 agosto 2012 Hideo Kojima, unitamente alla Konami, annunciò nuovamente lo sviluppo di un film su Metal Gear Solid, prodotto dalla Arad Production di Ari e Avi Arad e coadiuvati dalla Columbia Pictures, recitato da attori sconosciuti al pubblico e supervisionato dallo stesso Kojima, incentrato sulla figura di Solid Snake. Distribuzione e produzione sarebbero state in mano a Sony Pictures Entertainment. Il produttore israeliano Avi Arad dichiarò nel 2013: «Se ti approcci a Metal Gear Solid, hai a che fare con uno storytelling molto ricco. [...] con Metal Gear hai Caino e Abele». Il 1º aprile 2015 la Sony pose sotto contratto la sceneggiatura a Jay Basu. Il regista sarebbe stato, invece, Jordan Vogt-Roberts.
Nel dicembre 2020 l'attore statunitense Oscar Isaac è stato ufficializzato come interprete del ruolo di protagonista, nei panni di Solid Snake.